# Tipula (Pterelachisus) pabulina
Tipula (Pterelachisus) pabulina is een tweevleugelige uit de familie langpootmuggen (Tipulidae). De soort komt voor in het Palearctisch gebied.

## Kenmerken
De vleugels zijn lichtbruin met weinig contrastrijke bewolking. Het mannetjes heeft eerste twee of drie antenneleden geel, het negende tergiet met vier tanden en het achtste tergiet met korte pluim haarborstels. 